# Akicušima (PLH-32)
Akicušima (PLH-32) je oceánská hlídková loď japonské pobřežní stráže. Jedná se o mírně zvětšenou evoluci předchozí jednotky Šikišima. Byla to největší oceánská hlídková loď na světě (překonala ji nová plavidla čínské pobřežní stráže). Vyznačuje se velkým dosahem, takže bez jediné zastávky dopluje z Evropy až do Japonska.

## Stavba
Plavidlo postavila japonská loděnice IHIMU (nyní Japan Marine United Corporation) v Jokohamě. Stavba byla zahájena 5. října 2011, na vodu byla loď spuštěna 4. července 2012 a do služby byla přijata 28. listopadu 2013.

## Konstrukce

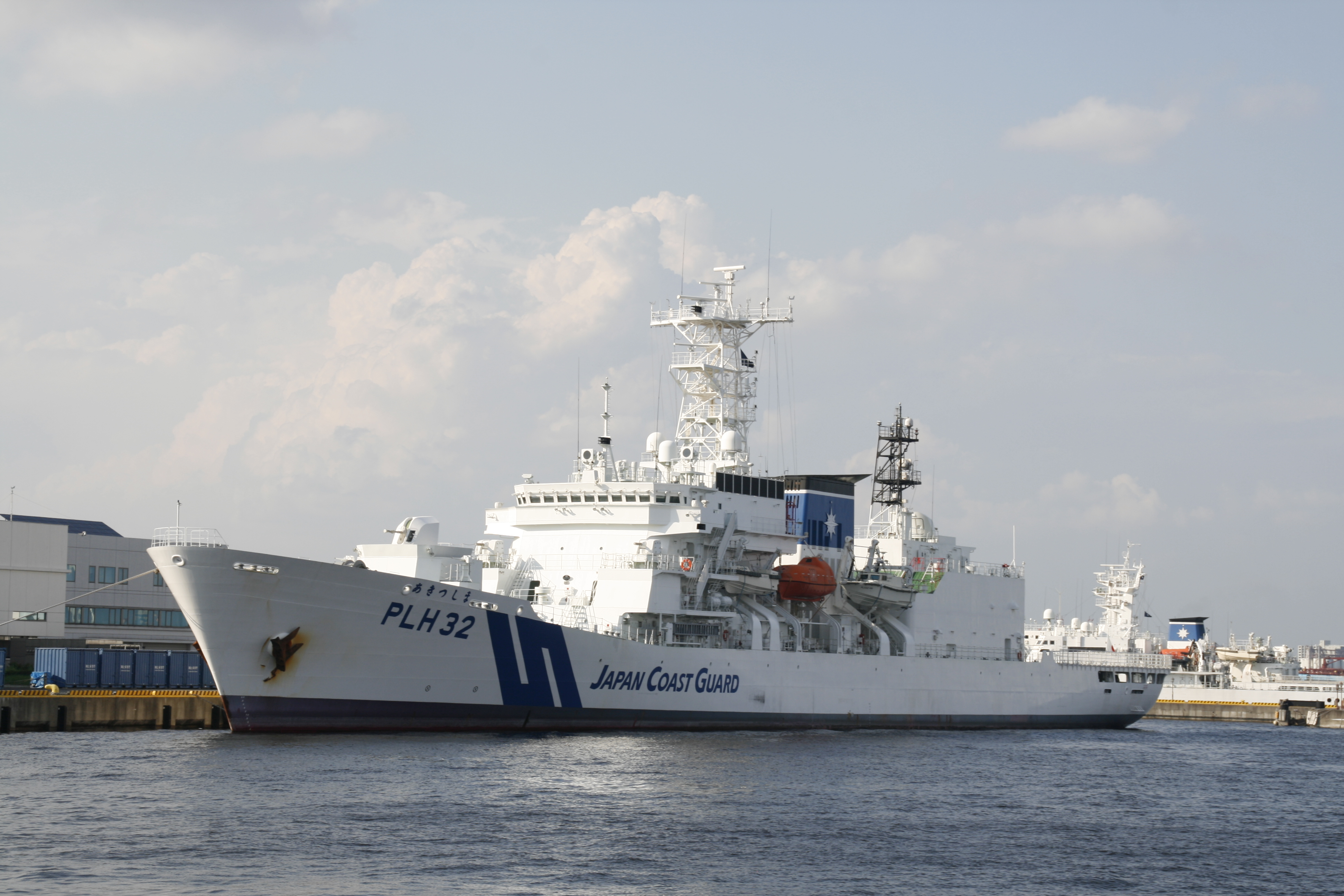
Akicušima (PLH 32)

Plavidlo konstrukčně vychází z oceánské hlídkové lodě Šikišima. Maximální šířka byla zvětšena o půl metru na 17 m a plný výtlak narostl o 175 t na 7350 t. Výzbroj tvoří dva 40mm kanóny Bofors Mk.3 a dva rotační 20mm kanóny JM61-RFS Sea Vulcan. Dále nese čtyři vodní děla. Ve výbavě jsou malé hlídkové čluny, záchranářské čluny ze sklolaminátu a záchranné čluny. Na zádi se nachází přistávací plocha a hangár pro dva 11tunové vrtulníky EC225LP. Pohonný systém plavidla navazuje na Šikišima, Tvoří jej čtyři diesely IHI-SEMT-Pielstick 16PC2-5V-400 o celkovém výkonu 40 000 hp, pohánějící dva lodní šrouby se stavitelnými lopatkami. Manévrovací schopnosti zlepšují dvě příďová dokormidlovací zařízení. Nejvyšší rychlost je 25 uzlů.